# Chiesa di Santa Maria di Gesù Superiore
La chiesa di Santa Maria di Gesù Superiore sorge nella parte alta del torrente Giostra. Appartenente all'Arcidiocesi di Messina - Lipari - Santa Lucia del Mela - Archimandritato del Santissimo Salvatore, vicariato di Messina nord, ubicata nella valle di Ritiro.

## Storia
- 1200c., Il convento adiacente al torrente San Michele è fondato per essere assegnato nel 1286 alla componente femminile dell'Ordine carmelitano. Primo in Sicilia edificato su preesistenti resti di terme romane,[1] è il primo di quest'ordine in Europa, dopo quello sorto in Terra santa. Più avanti si alternano alla conduzione le «suore cistercensi» e successivamente le suore dell'Ordine della Beata Vergine del Monte Carmelo che nel 1389 ottengono dal sommo pontefice il permesso di passare al Monte della Capperina, dentro le mura della città, ovvero nel monastero sotto il titolo di «Santa Maria dell'Alto».[2]

- La rinascita della struttura come convento sotto il titolo di «Santa Maria di Gesù» si deve ai componenti dell'Ordine dei frati minori osservanti di San Francesco. Il 23 aprile 1425, papa Martino V autorizza frate Matteo d'Agrigento a fondare tre centri in Sicilia.
- 1463, Sotto lo stesso titolo è fondata una nuova struttura. La distinzione fra le due istituzioni è dettata dall'altimetria delle località, che distingue il primitivo edificio ubicato a Ritiro Superiore da quello nuovo a Ritiro Inferiore altrimenti conosciuto come "Maggiore".

### Prima chiesa

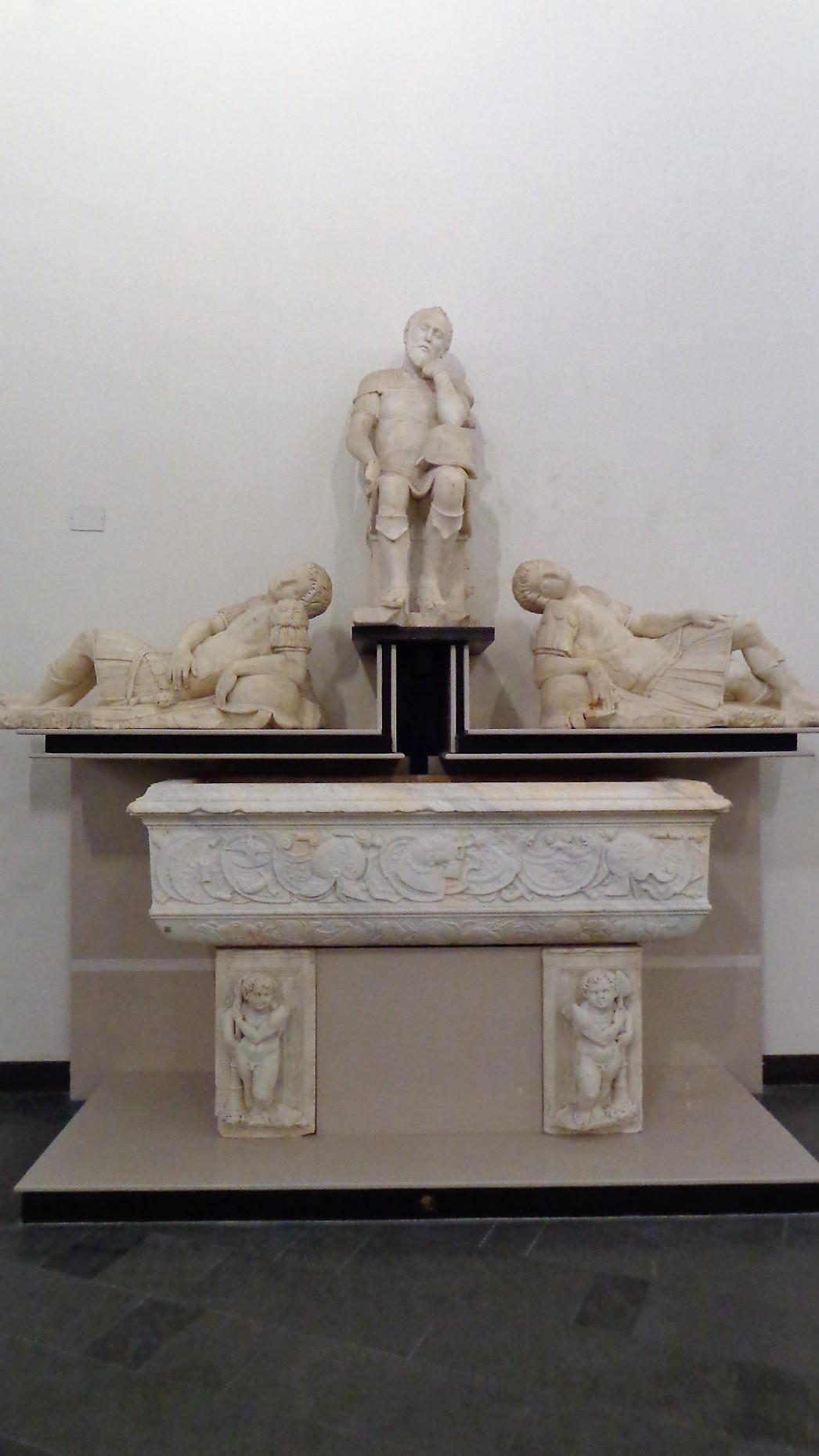
Monumento funerario Staiti 1553, oggi al Museo regionale di Messina.

La chiesa a navata unica con interni di stile rinascimentale, lunga trenta metri e larga otto, era contraddistinta da un bellissimo campanile ed era provvista di cripta sotterranea. Quattro altari ornavano le pareti:
- Altare del Santissimo Crocifisso adornato da un Crocifisso di stucco;
- Altare dell'Immacolata Concezione ove era collocata una statua lignea dell'Immacolata arricchita da corona d'argento;
- Altare della Madonna del Carmine abbellito da un dipinto raffigurante la Madonna del Carmine per perpetuare l'epoca carmelitana del primitivo monastero;
- Altare di Santa Maria di Gesù ove era collocata la Madonna con Bambino, statua marmorea del 1499 attribuita ad Antonello Gagini - anche se alcuni studi la attribuiscono a Rinaldo Bonanno - recante sul piedistallo una scritta in latino con le seguenti parole: IN TE CONFIDIMUS IN TE SPERAMUS DULCIS ET GRATIOSA MATER NE DESERAS (In te confidiamo, in te speriamo, dolce e graziosa madre non ci abbandonare)

Al suo interno trova sepoltura Antonello da Messina, 1479, l'insigne pittore era un assiduo frequentatore dell'istituzione assieme alla contemporanea Sant’Eustochia Calafato, entrambi affascinati dall'oratoria dei seguaci di San Bernardino da Siena. Accanto all'ingresso sono documentate le tombe degli Staiti e della famiglia La Rocca, sul pavimento l'iscrizione e il ritratto di Galeotto Bardaxi, qui sepolto con la moglie nel 1495. 
- 1553, Cappella Staiti (1548), manufatti marmorei attribuiti per stile a Giovanni Angelo Montorsoli, commissione di sepolture nella cappella gentilizia patrocinata dalla famiglia Staiti: Andreotta e i figli Matteo e Federico.[1] Opere trasferite dopo il 1863 nel Museo regionale di Messina.[2][3]
- 1553, Cappella La Rocca (1542), manufatti marmorei attribuiti per stile a Martino Montanini, commissione di sepolture nella cappella gentilizia patrocinata dalla famiglia La Rocca: Antonio La Rocca, barone di Militello in Val Demone, della moglie Eufemia, del figlio Geronimo, del nipote Vincenzo. Opere trasferite dopo il 1863 nel Museo regionale di Messina.[4]
- 1495, Lapide con iscrizione per Galeotto Bardaxi,[1] la consorte e figlio.
- 1572, Epigrafe sepolcrale del Barone della Scaletta d’Antonio di Marchese.

Durante la peste del 1743 il monastero è trasformato in ospedale ed i monaci si dedicarono all'assistenza medica degli appestati. Il terremoto della Calabria meridionale del 1783 provoca seri danni alla struttura. Riparati fino a quando l'alluvione del 1855 creò non pochi disagi e la chiesa fu danneggiata e seriamente compromessa.

### Seconda chiesa
Con la ricostruzione del 1858 è adattata l'adiacente sacrestia come cimitero sotterraneo ed è mantenuto l'antico campanile. Nel 1863 una seconda alluvione, più devastante della prima, travolse la nuova chiesa, le strutture più antiche furono letteralmente sommerse dal disastro, il primitivo impianto adattato a cripta fu colmato dai detriti. Muri abbattuti e suppellettili trascinate assieme alle opere d'arte, compresa la statua di Santa Maria di Gesù, a lungo data per dispersa.

### Terza chiesa
La ricostruzione conclusa nel 1886 fu effettuata risistemando l'antico refettorio, riutilizzando il portale e i marmi dismessi dalla chiesa di San Camillo, quest'ultima smantellata assieme al convento dei crociferi, per costruire la Camera di commercio. Il prospetto si apriva su una piazzetta che copriva l'area del tempio distrutto ove era collocata una croce votiva del 1896. Il nuovo campanile sorse su quello abbattuto. Nel 1897 fu recuperata la statua rinascimentale della Madonna che era sprofondata nella cripta.
La chiesa fu rifatta a tre navate con 20 altari e lunga circa 50 metri. I quadri che ornavano questo tempio erano dipinti da Antonello Riccio e Stefano Giordano.

### Quarta chiesa
Il terremoto di Messina del 1908 rade al suolo l'edificio, comportando la distruzione delle opere d'arte in esso presenti. L'attuale tempio fu edificato in un sito vicino, posto dall'altra parte del torrente, il 27 maggio 1934, grazie alla donazione dei terreni da parte della famiglia Marullo, baroni di Arau.
Dell'antico monastero rimangono oggi numerosi e interessanti resti, riportati alla luce nel 1989.

## Monastero
- 1295 L'istituzione accoglie le religiose dell'Ordine cistercense denominato «Santa Maria di Monte Carmelo». Le medesime religiose governano il monastero alla Caperrina.